# Акер (стадіон)
«Акер Стадіон» (норв. Aker Stadion) — футбольний стадіон у місті Молде, Норвегія, домашня арена ФК «Молде». Місткість — 11 800 глядачів.

## Історія, відомості
Стадіон побудований протягом 1997—1998 років і відкритий 18 квітня 1998 року. У 1999 році приведений до вимог УЄФА. У 2014 році природний газон замінено на штучний. Має іншу назву «Молде Стадіон» та прізвисько «Реккелокка» («Рьоккелокка»). 
Назва «Акер Стадіон» пов'язана з укладеною спонсорською угодою з однойменною компанією. 
Місткість арени становить 11 800 глядачів. Рекорд відвідування встановлений 1998 року під час матчу між «Молде» та «Русенборгом»: тоді за грою спостерігали 13 308 глядачів.
Є найменшим стадіоном четвертої категорії УЄФА.

## Світлини

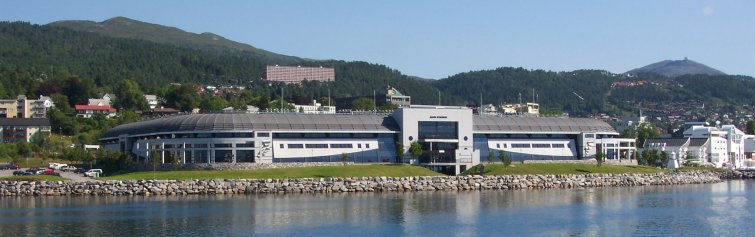
Вигляд із фіорду
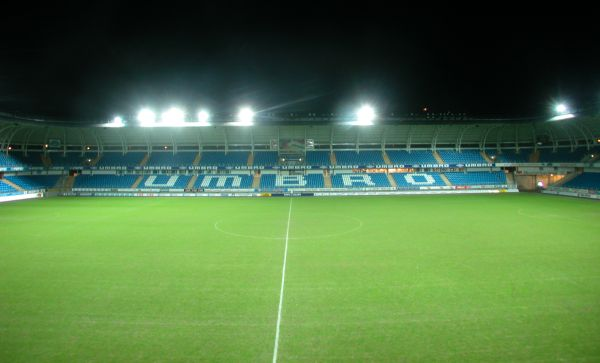
Вигляд із трибун